# تشاك غالاغير
تشاك غالاغير (بالإنجليزية: Chuck Gallagher)‏ هو رائد أعمال وشخصية أعمال وكاتب أمريكي، ولد في 1927 في بالتيمور في الولايات المتحدة.